# Ion Popescu (zapaśnik)
Ion Popescu (ur. 19 października 1928 w Slivnie) – rumuński zapaśnik walczący w stylu klasycznym. Dwukrotny olimpijczyk. Odpadł w eliminacjach w Helsinkach 1952 i Melbourne 1956. Walczył w kategorii 57 – 62 kg.
Szósty na mistrzostwach świata w 1953 roku.